# 五結奠安宮
24°41′11″N 121°47′51″E / 24.686425°N 121.797500°E
五結奠安宮，是位於臺灣宜蘭縣五結鄉五結村的土地祠，其主神為以豺獸為坐騎的掌財土地公。

## 沿革
清朝時由進入溪南墾荒之先賢，張、黃、林、許、陳等五姓族人在五結開墾，也在這個地方集資資購地建福德祠，即五結土地公廟，奉祀土地公福德正神，同時供俸天上聖母、三官大帝、五穀先帝、協天大帝、古公三王等神尊。

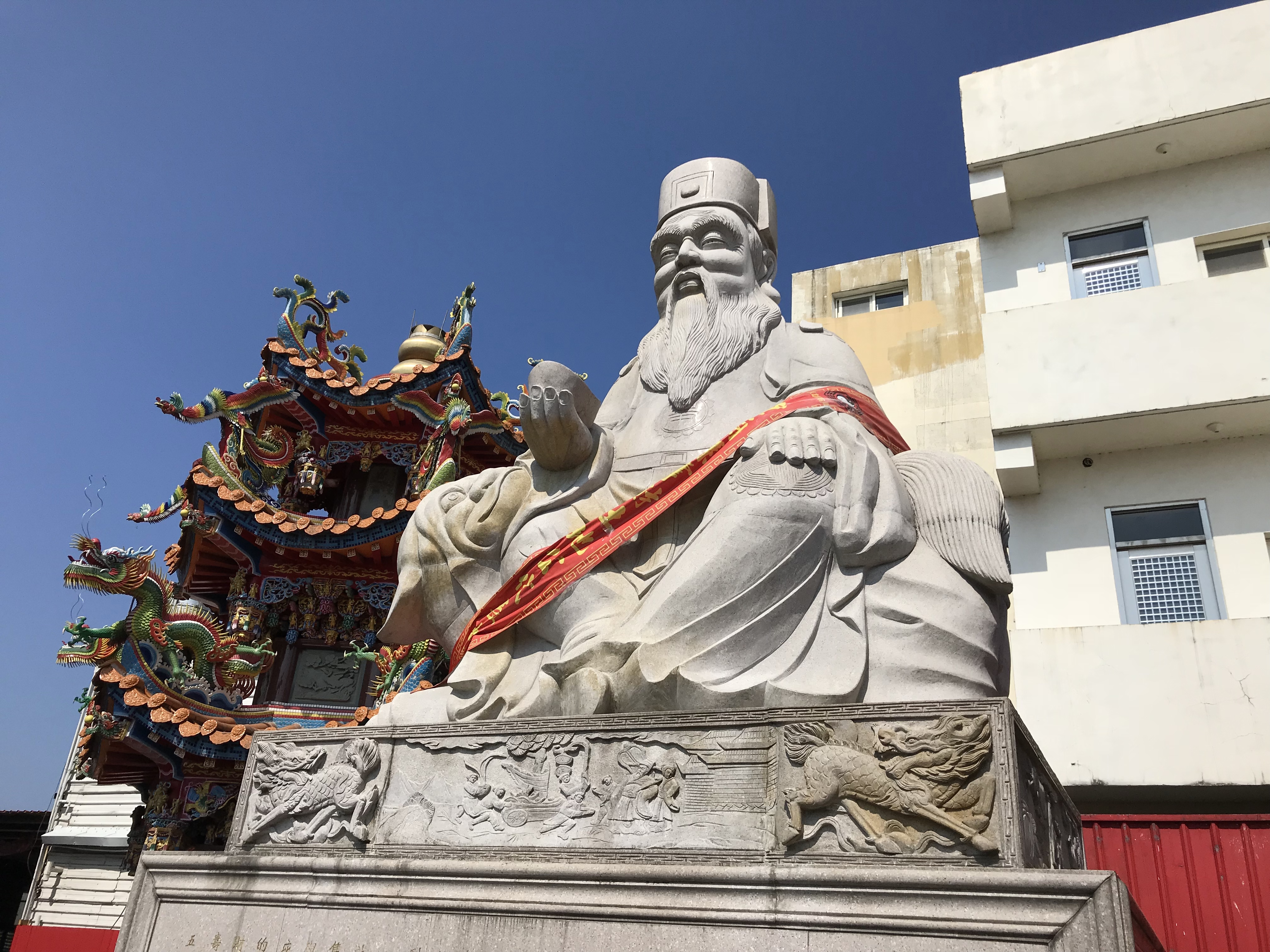
五結奠安宮騎豺土地公像

此廟創建於道光年間，由仕紳張俶南倡議創建。當年建立時，為求開墾蘭陽平原順利，建廟時供俸以豺獸為坐騎的土地公，希望招財。因「豺」的發音與「財」相同。廟方曾有廿公頃土地，後因耕者有其田、公地放領政策，只剩二點二公頃，但土地都位該鄉市區，得以出租增加寺廟收益。
2003年，廟方計畫由一百八十七名信徒在農曆尾牙前夕的土地公慶典時投票，以決定用現有的新台幣一千萬元購買附近一百卅坪大的私有地來增加腹地，抑或籌款到三千萬元重建已三次翻修的廟宇。後來花費八千萬元重建廟宇，主殿使用樟木雕刻。新廟完成前，重建委員會主委、五結鄉代會前副主席許泰源因肺癌過世。歷經五年重建，於2009年10月舉行安座。

## 活動
逢五結村主廟奠安宮的節慶日，除舉行盛大的遊行之外，地方上更舉行大拜拜活動。

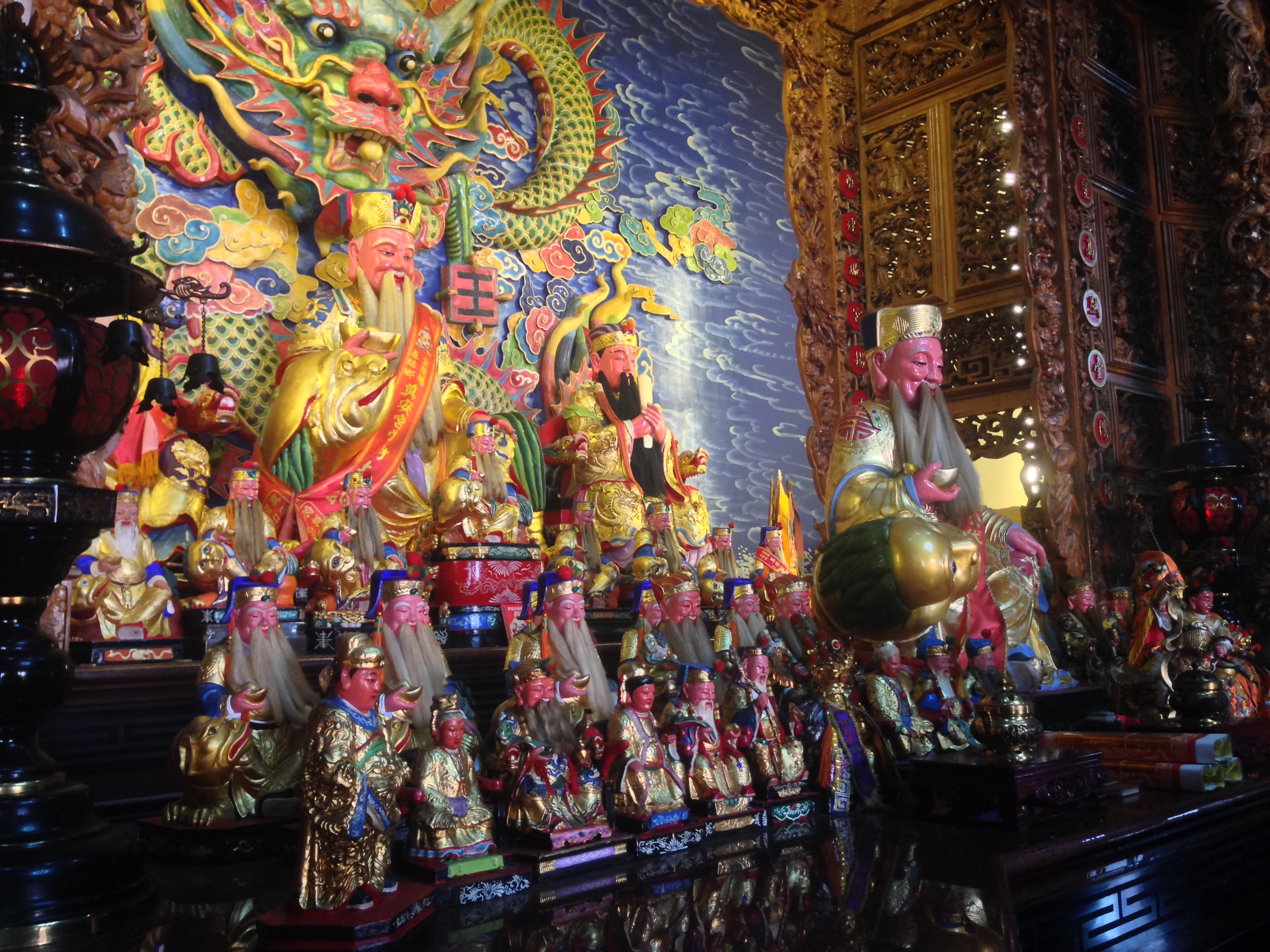
五結奠安宮神像

2003年首次參加五結元宵節民俗走尪比賽，在2004年得到第一名。
2012年11月11日，此廟舉行第五屆國際福德文化節，由活動執行長陳榮楷負責邀專家學者發表論文。當日，宜蘭縣長林聰賢與海協會秘書長王小兵等共同揭幕，由廈門仙嶽山福德正神廟贈送的石雕掌財土地公。該神像以泉州白花崗石雕刻而成，重逾三十噸，雕像基座記錄了福德文化節始末。
桃園市桃園區公所都會在農曆八月十五日土地公壽誕前1周的八月初八舉辦桃園市土地公文化節，此廟與車城福安宮、仙嶽山福德正神廟也曾參加。
此外，農曆十月二日為廟宇重建週年慶日期。

## 裝飾
此廟因鄰近海邊，交趾陶易受東北季風鹽分侵蝕，廟方將屋頂的屋簷滴水、飛龍鱗片及媽祖、土地公神像鍍上鈦以抗侵蝕。擔任中華民國文化部古蹟歷史建築及聚落修復或再利用計畫主持人的方禎璋表示，此廟中脊裝飾與一般廟宇不同，屋頂前緣的的屋頂剪黏神佛並列，如媽祖、千里眼、順風耳、四大天王、八仙等，因此特地寫成論文探討。